# 마크 프라이스
윌리엄 마크 프라이스(영어: William Mark Price, 1964년 2월 15일 ~ )는 미국의 농구 선수로 1986년부터 1998년까지 12시즌을 NBA에서 활약했다.
그의 주된 선수 경력은 클리블랜드 캐벌리어스에서 쌓았으며, 그의 마자막 3년간의 선수 생활 동안 워싱턴 불리츠, 골든스테이트 워리어스, 그리고 올랜도 매직에서 뛰었다.

## 선수 경력
마크 프라이스는 대학시절 조지아 공대에서 포인트가드를 맡았으며, 작은 키와 느린 몸동작으로 주변으로부터 비판을 받기도 하였다.
1986년 NBA 신인드래프트에서 댈러스 매버릭스로부터 2차 25번째로 지명받았다. 그 날 클리블랜드 캐벌리어스 팀의 요구에 따라, 클리블랜드 캐벌리어스에서 프로선수생활을 시작하게 된다.
프라이스는 클리블랜드 캐벌리어스 팀 역사상 가장 성공한 포인트가드로 인정받고 있다. 그는 통산 자유투 성공률 90.4%를 기록하였으며, 이는 스티브 내시에 이어서 NBA 역사상 2번째로 높은 기록으로 남아있다. 그가 활약했던 1988-89 시즌에 래리 버드, 레지 밀러에 이어 40% 이상의 3점슛 성공률과 50% 이상의 필드골 성공률, 그리고 90% 이상의 자유투 성공률을 동시에 이뤄냈다.
NBA 올스타전의 3점슛 대회는 그의 더욱 유명하게 했다. 그는 이 대회에서 두 차례 우승을 차지했다.
그는 올스타전에 네 차례 뽑혔으며, 1994년에는 미국 농구 국가 대표로 참가해 FIBA 월드 챔피언스쉽에서 금메달을 획득하게 된다.
부상으로 인해, 선수 생활의 말기에는 이적을 했지만, 1998년 은퇴 이후 그의 등번호 25번은 클리블랜드 캐벌리어스에 영구 결변으로 지정되었다.
그의 고향인 오클라호마의 농구경기장은 그의 이름을 따서 마크 프라이스 아레나(Mark Price Arena)로 개명하였다.

## 지도자 경력
2006년 3월 프라이스는 오스트레일리아 프로 농구 리그(NBL) 팀인 사우스 드래곤스의 감독직을 맡게 된다. 정규 시즌이 시작되기 전에 그 팀의 핵심 선수이자 주장인 셰인 힐의 부상으로 선수층이 얇은 사우스 드래곤스팀은 시즌 시작과 동시에 5연패를 하게 된다.
2006년 10월 23일 구단측에서는 성적 등의 책임을 물어 마크 프라이스를 해고하고, 팀의 주장인 셰인 힐을 플레잉코치에 임명한다. 미국으로 돌아와서 멤피스 그리즐리스의 슈팅 코치를 맡았고, 2010년부터 1년간 골든스테이트 워리어스 코치를 맡았다.